# آلبرت دکر
آلبرت دِکِر (انگلیسی: Albert Dekker; ۲۰ دسامبر ۱۹۰۵ – ۵ مهٔ ۱۹۶۸) هنرپیشه و سیاستمدار اهل کشور ایالات متحده آمریکا بود. این هنرپیشه دارای یک ستاره در پیاده‌رو شهرت هالیوود می‌باشد.

## مرگ
وی در تاریخ ۵ مه ۱۹۶۸ بر اثر اختناق شهوانی درگذشت.

## فیلمشناسی
- این گروه خشن -۱۹۶۹
- گامرا -۱۹۶۵
- این هزاران تپه‌ماهور -۱۹۵۹
- خشم و هیاهو -۱۹۵۹
- ناگهان تابستان گذشته -۱۹۵۹
- ماچته -۱۹۵۸
- شرق بهشت -۱۹۵۵
- غیرقانونی -۱۹۵۵
- مرگبار ببوس مرا -۱۹۵۵
- جام نقره -۱۹۵۴
- به همان جوانی که حس می‌کنی -۱۹۵۱
- الهه‌های انتقام -۱۹۵۰
- کشتن تقدیر -۱۹۵۰
- کوچیکه از تگزاس -۱۹۵۰
- چشمه سحرآمیز تارزان -۱۹۴۹
- کس تیمبرلین -۱۹۴۷
- قرارداد شرافتمندانه -۱۹۴۷
- آدمکش‌ها -۱۹۴۶
- زن شهر -۱۹۴۳
- در اکلاهمای سابق -۱۹۴۳
- ماه عسل پرماجرا -۱۹۴۲
- جزیره ویک -۱۹۴۲
- بانو نقشه‌هایی دارند -۱۹۴۲
- در کالیفرنیای قدیم -۱۹۴۲
- در میان زندگان -۱۹۴۱
- هفت گناهکار -۱۹۴۰
- محموله عجیب -۱۹۴۰
- فرمان بزرگ -۱۹۳۹
- مردی با ماسک آهنین -۱۹۳۹
- بو ژست -۱۹۳۹
- ماری آنتوانت -۱۹۳۸
- گریک بزرگ -۱۹۳۷